# Discografia formației No Doubt
Discografia formației ska No Doubt constă în șase albume de studio, două compilații, 20 discuri single, trei albume video și două box seturi.
No Doubt este o formație ska/rock din Anaheim, California, Statele Unite, fondată în 1986. Muzica ska-rock a primului lor album nu a atras atenția datorită marii popularități a muzicii grunge de atunci. Al doilea album, Tragic Kingdom deținător a unui disc de platină a ajutat la reintroducerea muzicii ska în anii '90, iar „Don't Speak”, al treilea single de pe album, a devenit un succes internațional, deținând recordul de cele mai multe difuzări la radiourile americane timp de trei ani.
Grupul a lansat următorul album, Return of Saturn, patru ani mai târziu, dar în ciuda recenziilor pozitive, materialul a fost un eșec comercial. Un an mai târziu, formația s-a întors cu albumul 
Rock Steady, care conținea influențe reggae și dancehall. Două dintre singleurile lansate au primit premii Grammy - „Hey Baby” și „Underneath It All”.
No Doubt au lansat compilația The Singles 1992-2003 în 2003, cu un single nou, „It's My Life”, cover după formația Talk Talk. Vocalista Gwen Stefani s-a lansat solo un an mai târziu, colaborând cu diferiți muzicieni, printre care colegul de formație Tony Kanal și Pharrell de la The Neptunes, iar chitaristul formației, Tom Dumont a început un alt proiect în paralel cu No Doubt, Invincible Overlord. De-a lungul carierei, No Doubt au vândut 27 de milioane de unități în toată lumea, fiind nominalizați la premiile Grammy de nouă ori, câștigând de două ori. După ce grupul a decis să se reuneasca, No Doubt a lansat cel de-al șaselea album , Push and Shove, în 2012; au fost extrase două single-uri, „Settle Down” și „Looking Hot”.

## Albume de studio
| An   | Titlu                                                                                         | Poziția maximă | Poziția maximă | Poziția maximă | Poziția maximă | Poziția maximă | Poziția maximă | Poziția maximă | Poziția maximă | Poziția maximă | Poziția maximă | Poziția maximă | Poziția maximă | Poziția maximă | Vânzări      | Certificare                          |
| An   | Titlu                                                                                         | US             | AUT            | CAN            | FIN            | FRA            | GER            | HUN            | NLD            | NOR            | NZ             | SWE            | SWI            | UK             | Vânzări      | Certificare                          |
| ---- | --------------------------------------------------------------------------------------------- | -------------- | -------------- | -------------- | -------------- | -------------- | -------------- | -------------- | -------------- | -------------- | -------------- | -------------- | -------------- | -------------- | ------------ | ------------------------------------ |
| 1992 | No Doubt - Lansat: 17 martie 1992 - Casă de discuri: Interscope                               | —              | —              | —              | —              | —              | —              | —              | —              | —              | —              | —              | —              | —              | 250.000      |                                      |
| 1995 | The Beacon Street Collection - Lansat: 3 martie 1995 - Casă de discuri: Beacon Street Records | —              | —              | —              | —              | —              | —              | —              | —              | —              | —              | —              | —              | —              | 100,000      |                                      |
| 1995 | Tragic Kingdom - Lansat: 10 octombrie 1995 - Casă de discuri: Trauma/Interscope               | 1              | 2              | 1              | 1              | 14             | 2              | 6              | 2              | 1              | 1              | 3              | 3              | 3              | 16,000,000   | US: Diamant CAN: Diamant UK: Platină |
| 2000 | Return of Saturn - Lansat: 11 aprilie 2000 - Casă de discuri: Interscope                      | 2              | 18             | 4              | 5              | 21             | 5              | —              | 24             | 35             | 14             | 7              | 8              | 31             | 1.400.000    | US: Platină CAN: Platină             |
| 2001 | Rock Steady - Lansat: 11 decembrie 2001 - Casă de discuri: Interscope                         | 9              | 12             | —              | 34             | 79             | 13             | 30             | 8              | 66             | 17             | 52             | 33             | 43             | 3,000,000    | US: 3× Platină CAN: Platină          |
| 2012 | Push and Shove - Lansat: 25 septembrie 2012 (SUA) - Casă de discuri: Interscope               | 3              | 11             | 5              |                |                |                |                | 28             |                | 11             | 55             | 9              | 16             | SUA: 240.000 |                                      |

## Compilații
| An   | Informații | Vânzări și certificări                                            |
| ---- | --- | ----------------------------------------------------------------- |
| 2003 | The Singles 1992–2003 - Lansat: 25 noiembrie 2003 (SUA) - Casă de discuri: Interscope - Formaturi: CD, LP, casetă, descărcare digitală | - Vânzări: 2.2 milioane - US: 2× Platină - Billboard 200: locul 2 |
| 2004 | Everything in Time - Lansat: 12 octombrie 2004 - Casă de discuri: Interscope - Formaturi: CD, descărcare digitală                      |                                                                   |
| 2010 | Everything in Time - Lansat: 2 noiembrie 2010 - Casă de discuri: Interscope - Formaturi: CD, descărcare digitală                       |                                                                   |

## Discuri single
| An   | Single                               | Poziția maximă | Poziția maximă | Poziția maximă | Poziția maximă | Poziția maximă | Poziția maximă | Poziția maximă | Poziția maximă | Poziția maximă | Poziția maximă | Album                   |
| An   | Single                               | US             | US Adult       | US Mod         | AUS            | FRA            | NLD            | NZ             | SWE            | SWI            | UK             | Album                   |
| ---- | ------------------------------------ | -------------- | -------------- | -------------- | -------------- | -------------- | -------------- | -------------- | -------------- | -------------- | -------------- | ----------------------- |
| 1992 | „Trapped In A Box”                   | —              | —              | —              | —              | —              | —              | —              | —              | —              | —              | No Doubt                |
| 1994 | „Squeal”                             | —              | —              | —              | —              | —              | —              | —              | —              | —              | —              | Beacon Street Colection |
| 1995 | „Doghouse”                           | —              | —              | —              | —              | —              | —              | —              | —              | —              | —              | Beacon Street Colection |
| 1995 | „Just a Girl”                        | 23             | —              | 10             | 3              | 28             | 14             | 9              | 14             | 31             | 3              | Tragic Kingdom          |
| 1996 | „Spiderwebs”                         | 18             | 29             | 5              | 46             | —              | 85             | 30             | 23             | —              | 16             | Tragic Kingdom          |
| 1996 | „Don't Speak”                        | 1              | 1              | 2              | 1              | 4              | 1              | 1              | 1              | 1              | 1              | Tragic Kingdom          |
| 1996 | „Excuse Me Mr.”                      | —              | —              | 17             | —              | —              | —              | 11             | —              | —              | —              | Tragic Kingdom          |
| 1997 | „Sunday Morning”                     | —              | —              | —              | 21             | —              | —              | 42             | 55             | —              | 50             | Tragic Kingdom          |
| 1997 | „Happy Now?”                         | —              | —              | —              | —              | —              | —              | —              | —              | —              | —              | Tragic Kingdom          |
| 1998 | „Hey You”                            | —              | —              | —              | —              | —              | 51             | —              | —              | —              | —              | Tragic Kingdom          |
| 1999 | „New”                                | 123            | —              | 7              | 89             | —              | 98             | —              | —              | —              | 30             | Return of Saturn        |
| 2000 | „Ex-Girlfriend”                      | 111            | —              | 2              | 9              | —              | 35             | 11             | 18             | 19             | 23             | Return of Saturn        |
| 2000 | „Simple Kind of Life”                | 38             | 18             | 14             | 94             | —              | 98             | —              | —              | —              | 69             | Return of Saturn        |
| 2000 | „Bathwater”                          | —              | 39             | —              | 79             | —              | —              | —              | —              | —              | —              | Return of Saturn        |
| 2001 | „Hey Baby” (feat. Bounty Killer)     | 5              | 10             | —              | 7              | 47             | 14             | 2              | 17             | 11             | 2              | Rock Steady             |
| 2002 | „Hella Good”                         | 13             | 9              | —              | 8              | —              | 57             | 17             | —              | 78             | 12             | Rock Steady             |
| 2002 | „Underneath It All” (feat. Lady Saw) | 3              | 2              | —              | 28             | 71             | 49             | 8              | 39             | 54             | 18             | Rock Steady             |
| 2003 | „Running”                            | 62             | 20             | —              | —              | —              | —              | —              | —              | —              | —              | Rock Steady             |
| 2003 | „It's My Life”                       | 10             | 3              | 32             | 7              | 19             | 6              | 8              | 4              | 22             | 20             | The Singles 1992-2003   |

## Videoclipuri
| An   | Titlu                                   | Regizor          |
| ---- | --------------------------------------- | ---------------- |
| 1992 | „Trapped in a Box”                      | Mike Zykoff      |
| 1995 | „Just a Girl”                           | Mark Kohr        |
| 1996 | „Spiderwebs”                            | Marcus Nispel    |
| 1996 | „Don't Speak”                           | Sophie Muller    |
| 1996 | „Excuse Me Mr.”                         | Sophie Muller    |
| 1996 | „Sunday Morning”                        | Sophie Muller    |
| 1997 | „Oi to the World”                       | Sophie Muller    |
| 1999 | „New”                                   | Jake Scott       |
| 2000 | „Ex-Girlfriend”                         | Hype Williams    |
| 2000 | „Simple Kind of Life”                   | Sophie Muller    |
| 2001 | „Bathwater”                             | Sophie Muller    |
| 2001 | „Hey Baby”                              | Dave Meyers      |
| 2002 | „Hella Good”                            | Mark Romanek     |
| 2002 | „Underneath It All”                     | Sophie Muller    |
| 2003 | „Running”                               | Chris Hafner     |
| 2003 | „It's My Life”                          | David LaChapelle |
| 2004 | „Bathwater” (Invincible Overlord remix) | Sophie Muller    |

## Albume video
| An   | Informații | Certificare |
| ---- | --- | ----------- |
| 1997 | Live in the Tragic Kingdom - Lansat: 11 noiembrie 1997 - Format: VHS - Casă de discuri: Interscope - Regizor: Sophie Muller           |             |
| 2003 | Rock Steady Live - Lansat: 25 noiembrie 2003 - Format: DVD - Casă de discuri: Interscope - Regizor: Sophie Muller                     |             |
| 2004 | The Videos 1992–2003 - Lansat: 4 mai 2004 - Format: DVD - Casă de discuri: Interscope                                                 | US: Aur     |
| 2006 | Live in the Tragic Kingdom (relansare) - Released: 13 iunie 2006 - Format: DVD - Casă de discuri: Interscope - Regizor: Sophie Muller |             |

## Box set-uri
| An   | Informații |
| ---- | --- |
| 1997 | Collector's Orange Crate - Lansat: 6 decembrie 1997 - Casă de discuri: Interscope - Conține: The Beacon Street Collection (relansare), Live in the Tragic Kingdom          |
| 2003 | Boom Box - Lansat: 25 noiembrie 2003 - Casă de discuri: Interscope - Conține: The Singles 1992-2003, The Videos: 1992-2003, Everything in Time, Live in the Tragic Kingdom |

## Diverse
Aceste cântece nu au fost incluse pe niciun album de No Doubt.
| An   | Cântec                                | Album                             |
| ---- | ------------------------------------- | --------------------------------- |
| 1988 | „Everything's Wrong”                  | Skaface/Ska-Ville USA (Vol ' 3)   |
| 1992 | „Up Yours”                            | California Ska-Quake              |
| 1999 | „Hateful”                             | Burning London: The Clash Tribute |
| 2001 | „Love to Love You Baby”               | Zoolander (coloană sonoră)        |
| 2001 | „Perfect Day” (feat. Kelis)           | Wanderland                        |
| 2004 | „Monkey Man” (cu Toots & the Maytals) | True Love                         |
| 2005 | „D.J.'s”                              | Look at All the Love We Found     |